# 2-heptanon
2-heptanon ali metil n-amil keton je keton z molekulsko formulo C7H14O. Je brezbarvna, prozorna tekočina s sadnim okusom, ki spominja na banane. Uporablja se kot dodatek prehrambenim izdelkom; dodajajo ga živilom, kot so pivo, bel kruh, maslo in siri.